# John Lawrence
John Lawrence (St Albans, 1618 – 1699) è stato un politico inglese, 7° e 19° sindaco di New York.